# Moord op Luis Donaldo Colosio
De moord op Luis Donaldo Colosio vond plaats op 23 maart 1994 in de Mexicaanse plaats Tijuana, enkele maanden voor de Mexicaanse algemene verkiezingen van 1994. Op het moment dat hij werd vermoord was Luis Donaldo Colosio presidentskandidaat voor de regerende Institutioneel Revolutionaire Partij (PRI). Hoewel Mario Aburto voor de moord is veroordeeld, is de moord op Colosio eigenlijk nooit bevredigend opgelost.

## De moord
De moord vond plaats op klaarlichte dag terwijl Colosio op campagne was in Tijuana. Colosio bevond zich te midden van een grote mensenmenigte in de wijk Lomas Taurinas, toen vanaf de rechterzijde een man hem van dichtbij met een pistool door het hoofd schoot. De gebeurtenis vond plaats op enkele meters van een televisiecamera, en is dus op beeld vastgelegd. Colosio zakte direct na het schot ineen en de schutter werd onmiddellijk in de kraag gevat door beveiligingspersoneel. Even werd overwogen Colosio naar een ziekenhuis in San Diego, net over de grens in de Verenigde Staten, te vervoeren, maar uiteindelijk werd besloten hem naar het Algemeen Ziekenhuis te brengen. Hulp mocht niet baten en drie uur na het schot werd Colosio's overlijden gemeld.

## De dader
De dader, door de politie geïdentificeerd als de in Tijuana woonachtige economiestudent Mario Aburto (Zamora (Michoacán), 8 juli 1971), werd kaalgeschoren, gewassen en in gevangeniskleding gestoken alvorens hij aan de media werd getoond. Omdat hij hierdoor sterk afweek van de schutter zoals deze in de videobeelden te zien was heeft dit de aanleiding gegeven tot verschillende alternatieve theorieën volgens welke Aburto niet de dader was. Aburto's rechtszaak werd meerdere keren overgedaan. Hoewel hij telkens als schuldige werd aangewezen, verschilden de details bij elke uitspraak. Ook is nooit een helder motief voor de moord vastgesteld. Aburto zelf heeft nooit willen zeggen of hij alleen heeft gehandeld of niet.

## Alternatieve theorieën
Al snel na de moord begonnen alternatieve theorieën over het gebeurde de ronde te doen. Onder anderen de weduwe van Colosio heeft de officiële versie nooit geaccepteerd. Aanvankelijk wezen velen vooral naar Manuel Camacho Solís, die op dat moment coördinator van het vredesproces in Chiapas was, maar eerder ook als kanshebber voor de PRI-nominatie werd beschouwd. Camacho zou volgens deze theorie Colosio vermoord willen hebben om zo zelf alsnog president te kunnen worden. Deze theorie bleek al snel onhoudbaar wegens een groot gebrek aan bewijs.
Later wezen veel vingers naar zittend president Carlos Salinas. Op 6 maart had Colosio in een interview Salinas bekritiseerd. Hij stelde dat Mexico nog altijd een ontwikkelingsland was en had te kennen gegeven een ander beleid te zullen voeren wanneer hij president zou worden. Salinas zou, volgens degenen die hem als dader aanwijzen, na het eind van zijn termijn verder willen regeren met Colosio als marionet, maar Colosio had laten blijken zelfstandig te willen gaan regeren. Om deze reden zou Salinas of andere PRI-bonzen Colosio uit de weg geruimd hebben. Het is echter ook zeer goed denkbaar dat Colosio deze uitspraken vooral had gedaan om de aandacht naar zich toe te trekken; tot dat moment waren de media meer geïnteresseerd in de opstand van het Zapatistisch Nationaal Bevrijdingsleger (EZLN) in Chiapas dan in de verkiezingscampagne. Het was bovendien niet ongebruikelijk dat de presidentskandidaat de zittende president bekritseerde en veranderingen beloofde, veranderingen waar uiteindelijk meestal weinig van terechtkwam. De geruchten over Salinas' betrokkenheid werden alleen nog maar versterkt nadat in september 1994 ook nog eens secretaris-generaal van de PRI José Francisco Ruiz Massieu werd vermoord, en na onderzoek bleek dat Salinas' broer Raúl Salinas hiervoor verantwoordelijk was, terwijl ook bleek dat de familie Salinas miljoenen op een bankrekening in Zwitserland had staan. Toen een journalist Colosio ooit eens vroeg wat hij van Salinas' familie vond, antwoordde Colosio: 'Heeft u The Godfather weleens gezien?' Mede hierdoor verliet Salinas in 1995 Mexico en ging in Ierland wonen, maar zijn betrokkenheid bij de moord is nooit bewezen.

## Betekenis
De moord op Colosio was de grootste politieke moord sinds de moord in 1928 op Álvaro Obregón, die toen net tot president was gekozen. Het maakte een einde aan de stabiliteit die traditioneel presidentiële opvolgingen in Mexico vergezelden. Herverkiezing van de president was bij grondwet verboden, en sinds 1940 was de presidentskandidaat door de PRI telkens aangewezen door de zittende president (dedazo), waarna de aangewezene de verkiezingen won - op eerlijke wijze of niet - en de zittende president zich terugtrok uit de politiek. De moord op Colosio betekende voor het eerst een verstoring van dit systeem. Na de moord moest de PRI een nieuwe presidentskandidaat aanwijzen. Daar de kieswet voorschrijft dat een presidentskandidaat een half jaar voor de verkiezingen geen functie mocht vervullen vielen de meeste prominente politici af. Naast Camacho kwamen eigenlijk alleen Pedro Joaquín Coldwell, voormalig gouverneur van Quintana Roo, en de wat grijze econoom Ernesto Zedillo, de campagneleider van Colosio, in aanmerking. Deze laatste werd aangewezen en won in augustus de verkiezingen met iets minder dan de helft van de stemmen.
Colosio is na zijn moord uitgegroeid tot een held, en wordt door veel Mexicanen als voorvechter van de democratie gezien. De meeste historici delen deze visie echter niet, en wijzen erop dat Colosio voor zijn campagne zich eigenlijk nooit als meer democratisch dan andere politici heeft onderscheiden; Colosio was campagneleider voor Salinas toen deze op frauduleuze wijze de verkiezingen van 1988 won en tijdens Colosio's periode als voorzitter van de PRI werden de gouverneursverkiezingen in Guanajuato en San Luis Potosí vervalst. Zijn moord wordt dan ook eerder beoordeeld als een teken van de onhoudbaarheid van het politieke systeem dan een doodsteek voor de democratie.